# Circuitos de primer orden RL y RC

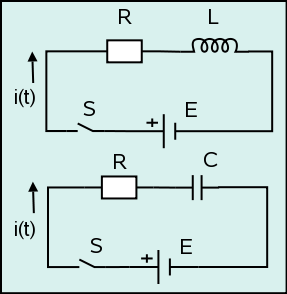
Figura 1: Circuito RL (arriba) y circuito RC (abajo).

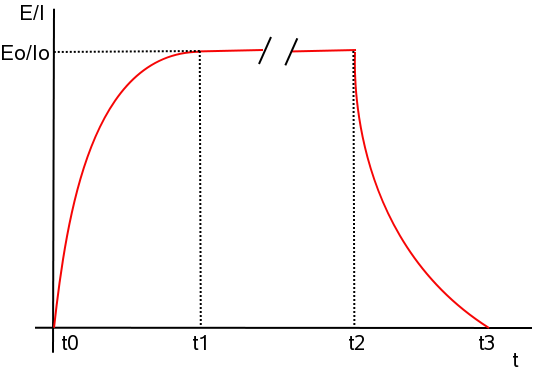
Figura 2: Comportamiento de los circuitos serie RL y RC en CC.

Los circuitos de primer orden son circuitos que contienen solamente un componente que almacena energía (puede ser un condensador o inductor), y que además pueden describirse usando solamente una ecuación diferencial de primer orden. Los dos posibles tipos de circuitos primer orden: 
1. Circuito RC (Resistor y Condensador)
2. Circuito RL (Resistor e Inductor)

## Descripción de los circuitos
Al cerrar el interruptor S en el circuito serie RL, la bobina crea una fuerza electromotriz (FEM) que se opone a la corriente que circula por el circuito, denominada por ello fuerza contraelectromotriz. Como consecuencia de ello, en el mismo instante de cerrar el interruptor (t0 en la figura 2) la intensidad será nula e irá aumentando exponencialmente hasta alcanzar su valor máximo, {\displaystyle Io=E/R} (de t0 a t1). Si a continuación, en el mismo circuito abrimos S (se hará circuito abierto en la red RL),y el valor de {\displaystyle Io} no desaparecería instantáneamente, sino que iría disminuyendo de forma exponencial hasta hacerse cero (de t2 a t3).
Por otro lado, en el circuito serie RC, al cerrar el interruptor {\displaystyle S} (t0 en la figura 2), el condensador comienza a cargarse, aumentando su tensión exponencialmente hasta alcanzar su valor máximo E0 (de t0 a t1), que coincide con el valor de la FEM {\displaystyle E} de la fuente. Si a continuación, en el mismo instante de abrir S (t2 en la figura 2) se hará corto circuito en la red RC, el valor de Eo no desaparecería instantáneamente, sino que iría disminuyendo de forma exponencial hasta hacerse cero (de t2 a t3). A

### Régimen de Funcionamiento
En ambos circuitos se da por lo tanto dos tipos de régimen de funcionamiento (figura 2):
- Transitorio: desde {\displaystyle t_{0}} a {\displaystyle t_{1}} (carga) y desde {\displaystyle t_{2}} a {\displaystyle t_{3}} (descarga).
- Permanente: desde {\displaystyle t_{1}} a {\displaystyle t_{2}}.

La duración del régimen transitorio depende, en cada circuito, de los valores de la resistencia, R, la capacidad, C, del condensador y de la autoinductancia, L de la bobina. El valor de esta duración se suele tomar como {\displaystyle 5\tau }, donde {\displaystyle \tau } es la denominada constante de tiempo, siendo su valor en cada circuito:
{\displaystyle \quad \tau ={\mbox{RC}}}
{\displaystyle \quad \tau ={L \over R}}
Si R está en ohmios, C en faradios y L en henrios, {\displaystyle \tau } estará en segundos.
Matemáticamente se pueden obtener las ecuaciones en régimen transitorio de cada circuito que se muestran en la siguiente tabla:
| Carga en RL | Descarga en RL                                                                                          | Carga en RC | Descarga en RC                                                                                                  |
| --- | --- | --- | --- |
| {\displaystyle \quad i(t)=Io(1-e^{-t \over \tau })} {\displaystyle \quad {\mbox{t}}=\tau ln{Io \over Io-i(t)}} | {\displaystyle \quad i(t)=Ioe^{-t \over \tau }} {\displaystyle \quad {\mbox{t}}=\tau ln{Io \over i(t)}} | {\displaystyle \quad v_{c}(t)=Eo(1-e^{-t \over \tau })} {\displaystyle \quad {\mbox{t}}=\tau ln{Eo \over Eo-v_{c}(t)}} | {\displaystyle \quad v_{c}(t)=Eoe^{-t \over \tau }} {\displaystyle \quad {\mbox{t}}=\tau ln{Eo \over v_{c}(t)}} |